# ペーター・リーデル

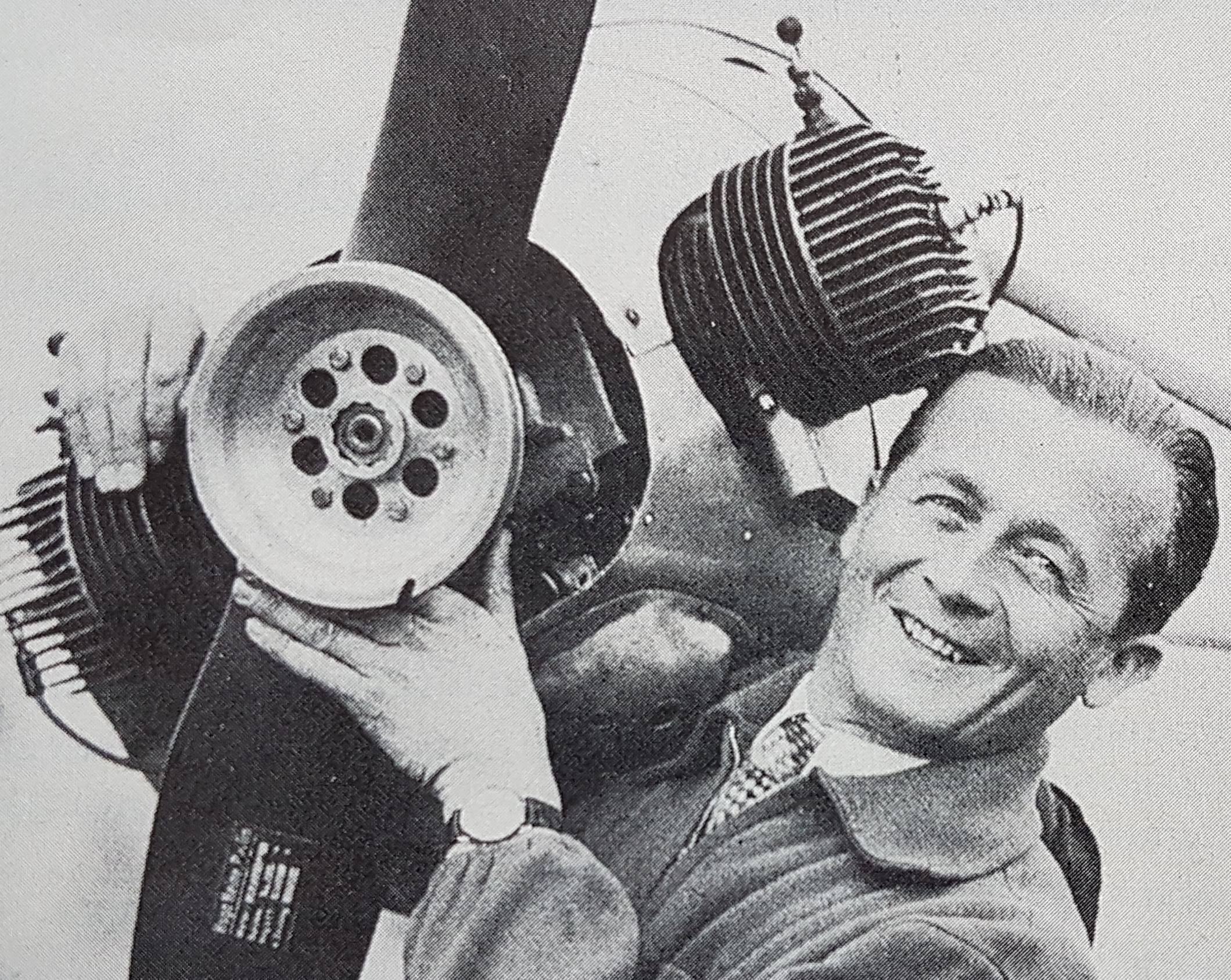
Peter Riedel

ペーター・リーデル（Peter Riedel、1905年8月 -  1998年11月6日）はドイツのグライダー・パイロットで第二次世界大戦前はナチスの空軍駐在武官であった。1933年に229kmのグライダーの飛行距離記録をたてた。1977年から1985年にかけて、ドイツのグライダーの歴史に関する著作を著した。

## 来歴
ザクセン＝アンハルト州のデーリッツで、ルター派の神父と神学教授の母の間に生まれた。父の精神疾患のために叔父に育てられた。15歳の時にヴァッサークッペでの競技会に自作のグライダーで参加し、出場者の手助けでグライダーを完成し飛行した。その後競技会の常連となった。グライダー好きの慈善家のカール・コッツェンベルクの援助で、ダルムシュタット工科大学に進み工学を学んだ。卒業後民間パイロットを目指したが職を見つけられず、6年間、ドイツ滑空機研究所でヴァルター・ゲオルギイのもとで働いた。その間もグライダー競技会に参加し、1933年に229kmの長距離飛行記録を樹立し、同年、ヒンデンブルク・カップを受賞した。1934年にはゲオルギイ、ハンナ・ライチュとともにブラジル、アルゼンチンを訪れ、南アメリカのグライダー・スポーツの普及活動を行った。
1934年末、ルフトハンザのパイロットとなり、2年間、ルフトハンザのパイロットとして働いた後、2年間コロンビア航空のパイロットとして働いた。1937年にアメリカ合衆国の国内グライダー大会に参加した。アメリカ滞在中にドイツの駐在武官からワシントンで働くことを求められ、アメリカの航空活動の情報を集める仕事をし、駐在武官となった。アメリカ合衆国が第二次世界大戦に参加すると、外交官交換でドイツに帰還し、しばらくハインケルで、エンジニアとして働いた後、スウェーデンの駐在の外交官に任じられた。
スウェーデンでアメリカやソビエトの新聞でナチスの残虐行為を知り、アメリカの外交官と接触したことから、ベルリンに召還されることになり、スウェーデンに潜伏した。戦後、不法滞在で検挙されたがベネズエラに亡命した。
その後、カナダ、南アフリカで暮らした後、アメリカに移り、TWA、パンナムのパイロットとして働いた。退職、3巻からなるドイツのグライダーの歴史の著書、Erlebte Rhongeschichteを執筆した。没する直前に自伝、German Air Attacheを出版した。